# Автобан A445 (Німеччина)
Федеральний автобан 445 (A445, нім. Bundesautobahn 445) — автобан у Німеччині, починається у Верлі та закінчується сполученням з автобаном 46 біля Арнсберга. Уряд Німеччини планує розширити його від Верля до Гамма, де він має закінчитися на автобані 2. Деякі захисники навколишнього середовища скаржаться на розширення, оскільки побоюються непоправної шкоди для природи навколо дороги.